# Julián Vignolo
 (août 2025).
Julián Vignolo, né le 7 décembre de 2006 à Córdoba en Argentine, est un footballeur argentin qui évolue au poste d’attaquant au Toulouse FC.

## Biographie
Né à Arroyito, Julián Vignolo a commencé le football à six ans dans un club d'El Tío. Il a ensuite continué sa formation au Cultural et, à douze ans, il rejoint le CAR Cordóba.

### Racing Córdoba
Pendant la pandemie du COVID-19, Vignolo a eu  la possibilité de jouer au Racing de Córdoba. Il a débuté sa carrière professionnelle, le 11 février 2024, lors d’une défaite 3 à 1 face à Agropastoral, en Primera Nacional 2024,.
À l’occasion du match contre Agropastoral, le 29 juin, Vignolo son premier but  lors d’une victoire du Racing de Córdoba 4 buts à 2.

### Toulouse FC (2025-)
En août de 2025, le Toulouse FC a payer la clause libératoire de 600 000 $ pour signer le joueur,.